# Ксаверівка (Кам'янець-Подільський район)
Ксаве́рівка (пол. Ksawerówka) — село в Україні, у Дунаєвецькій міській територіальній громаді Кам'янець-Подільського району Хмельницької області.

## Назва
Село отримало назву на честь Ксаверія Шидловського — сина тодішнього власника Супрунковець.

## Географія
Подільське село Ксаверівка розкинулось на подільській височині в південно-західній частині України, на захід від села річка Безіменна впадає у річку Тернаву.

### Клімат
Ксаверівка знаходяться в межах вологого континентального клімату із теплим літом.

## Історія
Раніше Ксаверівка разом з Тернавкою (Теклівкою) були приліском сусідніх Супрунківців.
З 1991 року в складі незалежної України.
13 серпня 2015 року шляхом об'єднання сільських рад, село увійшло до складу Дунаєвецької міської громади.
17 липня 2020 року, в результаті адміністративно-територіальної реформи та ліквідації Дунаєвецького району, село увійшло до складу Кам'янець-Подільського району.

## Релігія
Селі знаходиться:
- Костел Святого Гіацинта (РКЦ)

## Населення
Згідно перепису 2015 року в селі проживало 101 особа.

### Мова
У селі поширені західноподільська говірка та південноподільська говірка, що відносяться до подільського говору, який належить до південно-західного наріччя.

## Галерея

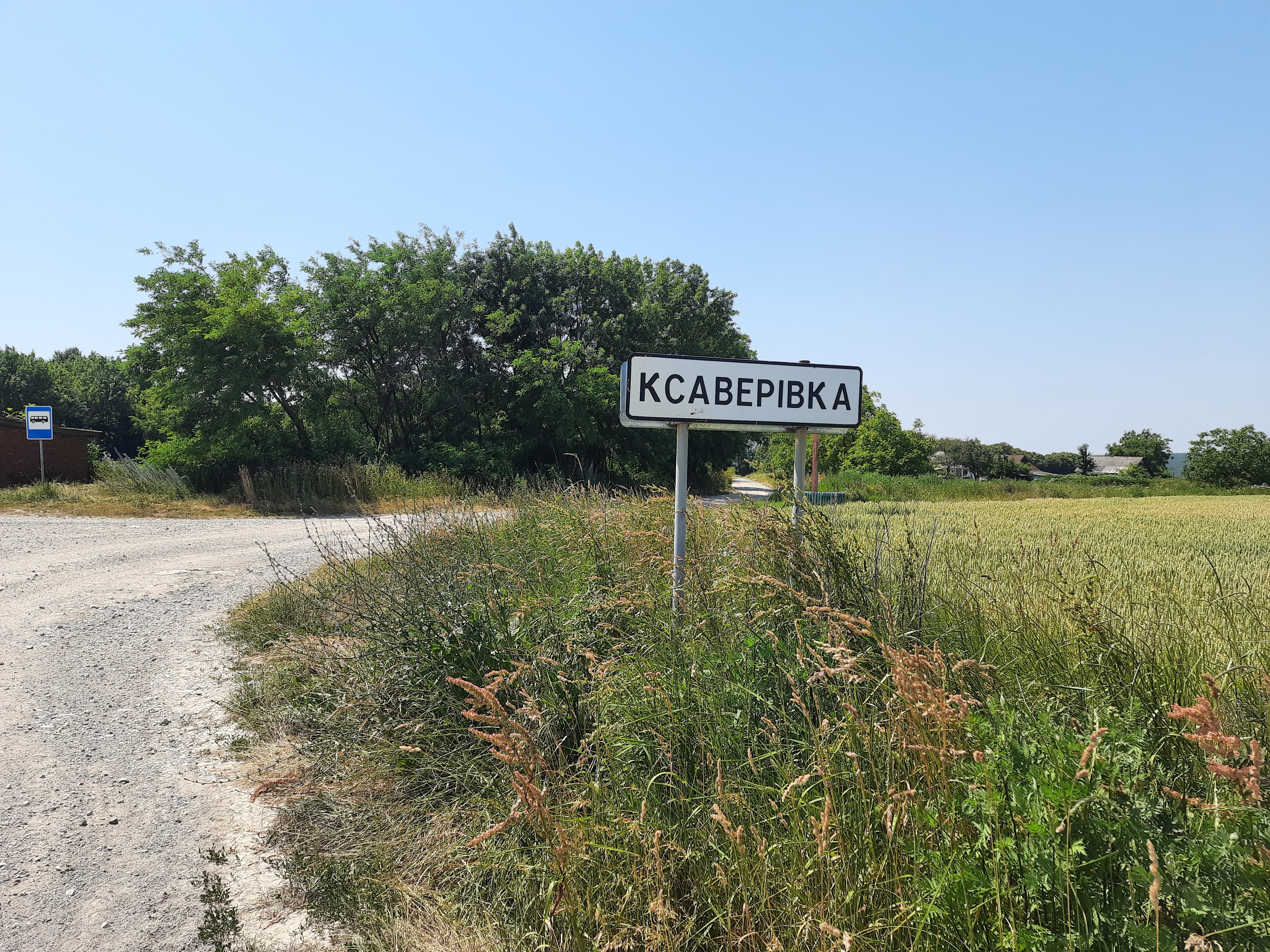
Дорожній знак при в'їзді в село
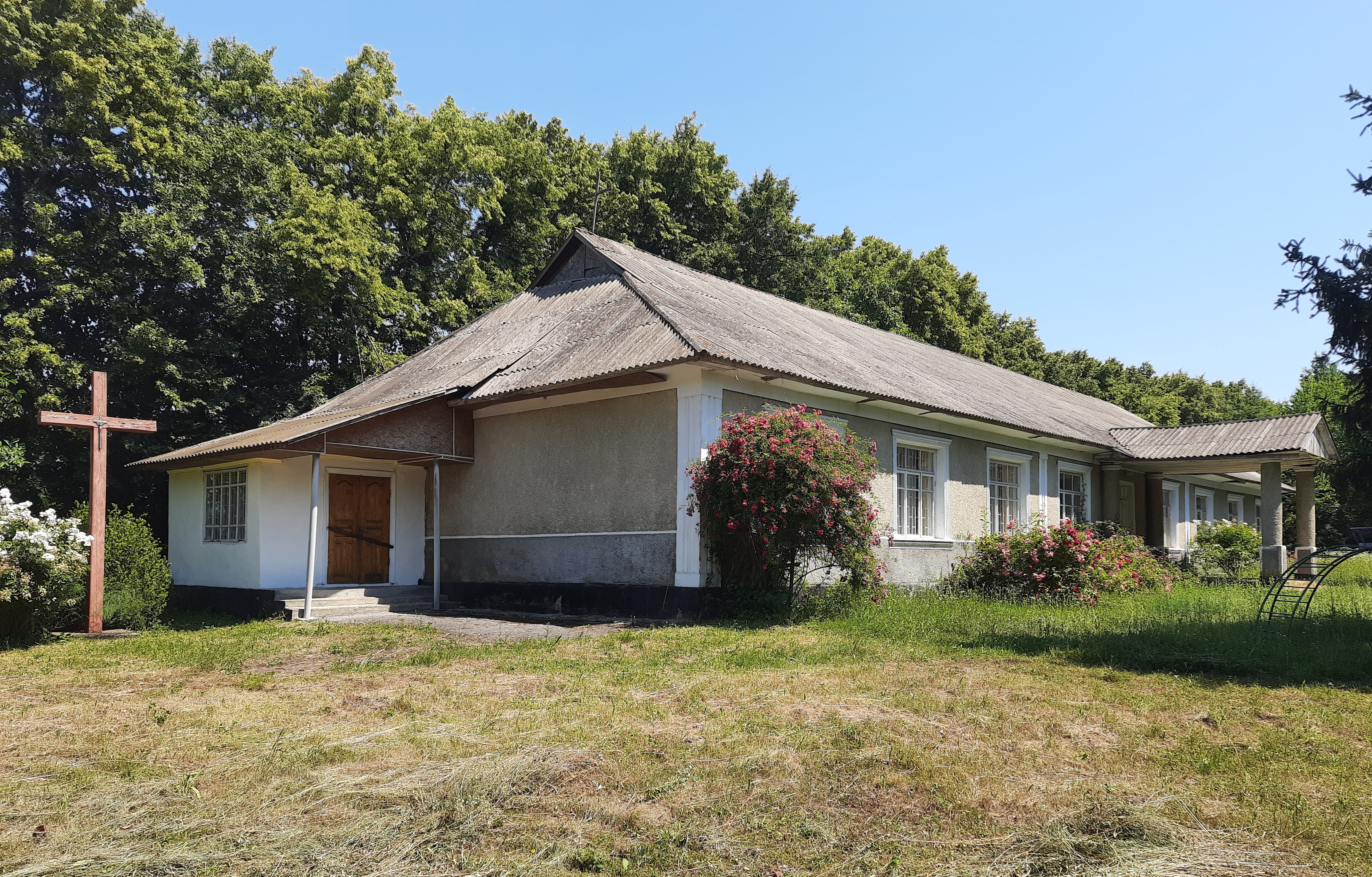
Костел Святого Гіацинта
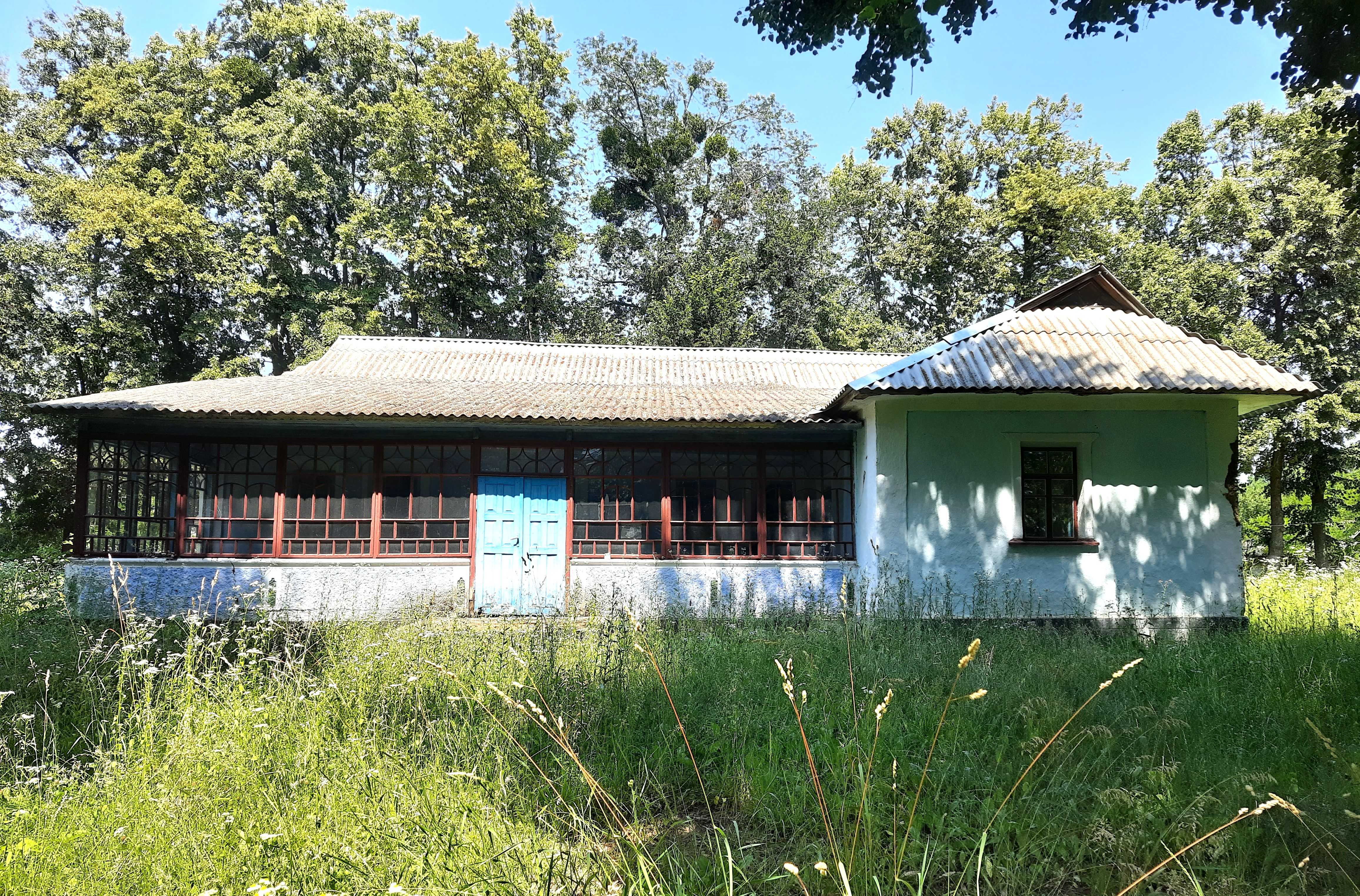
Клуб
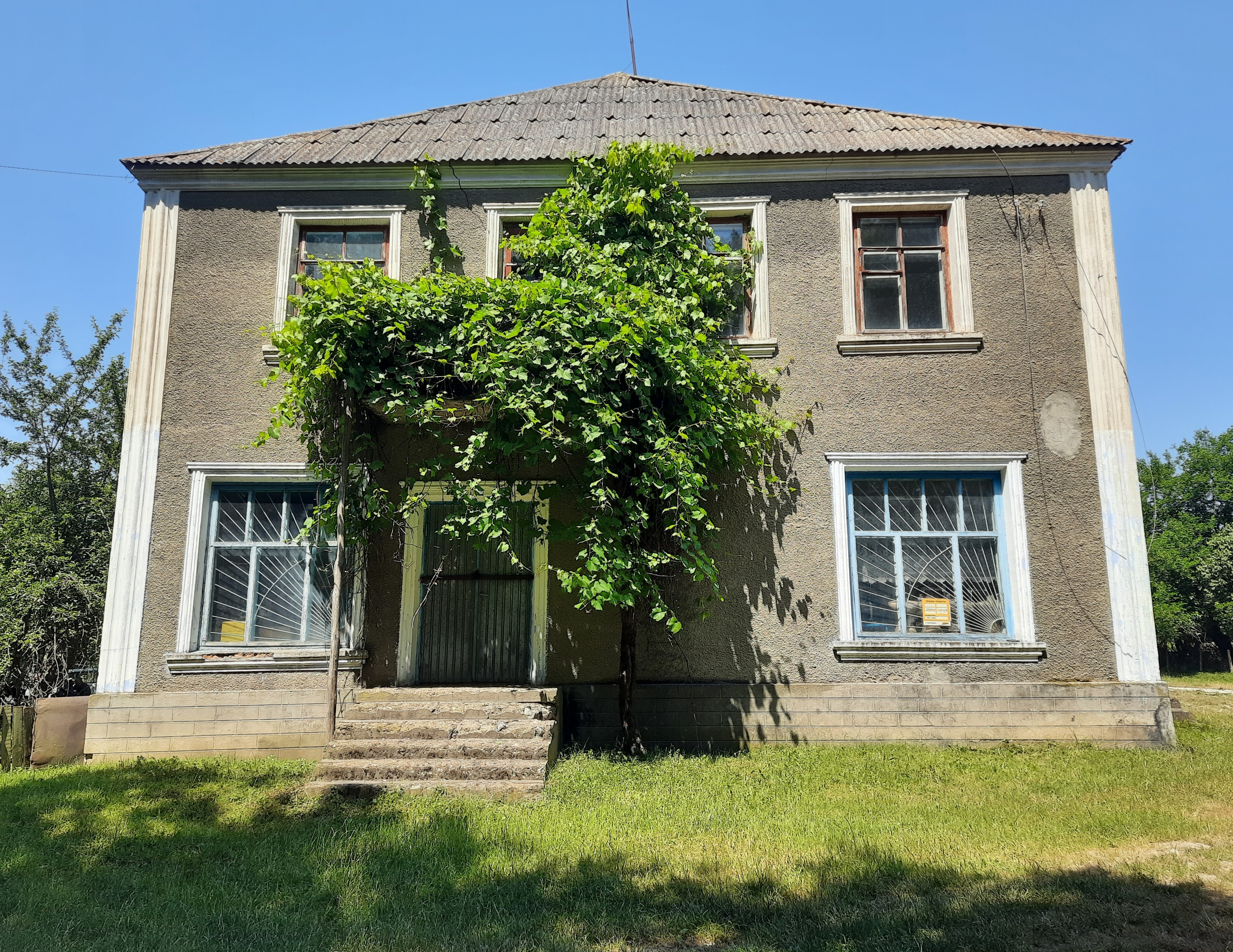
Крамниця
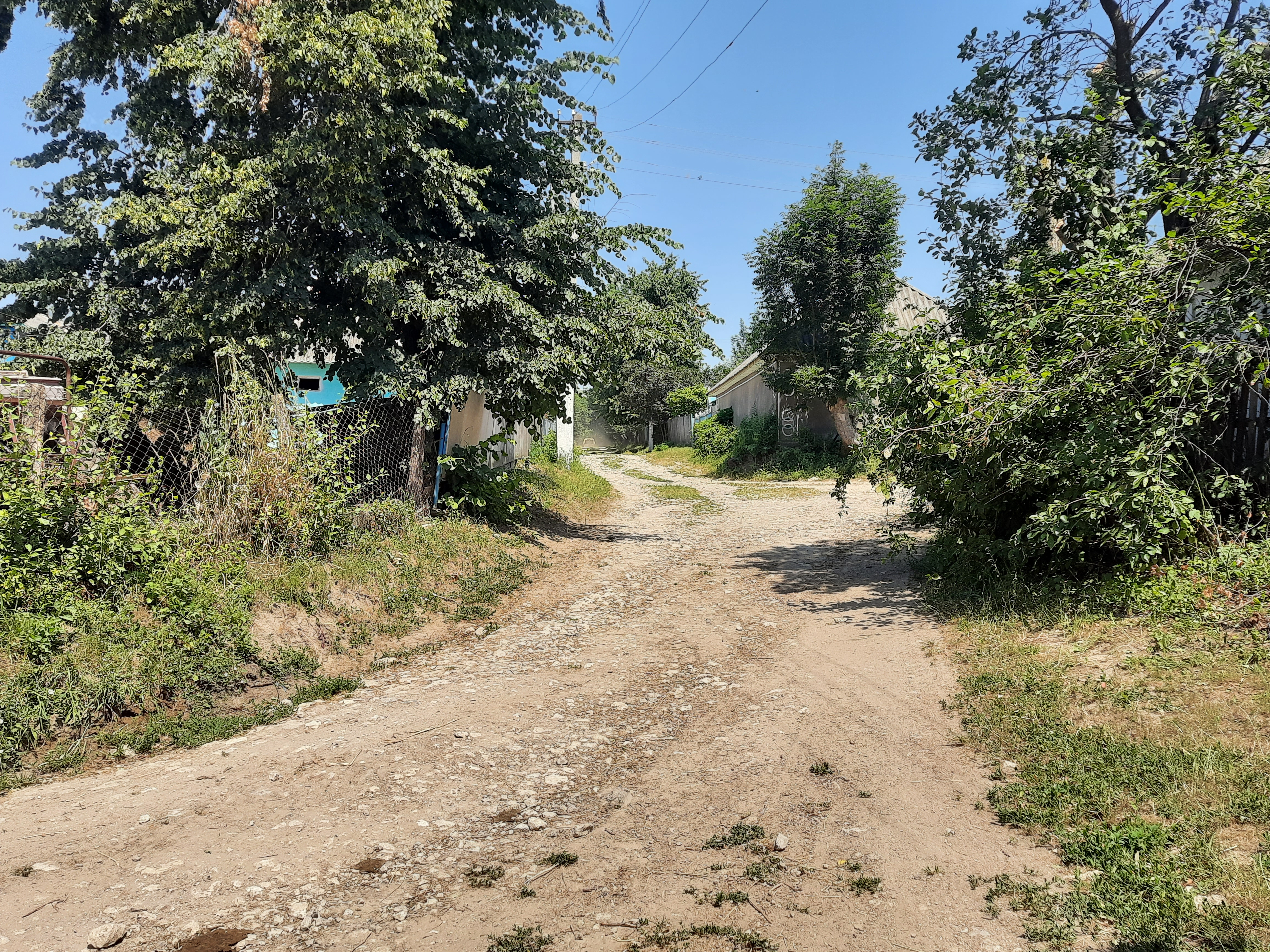
Сільська вулиця
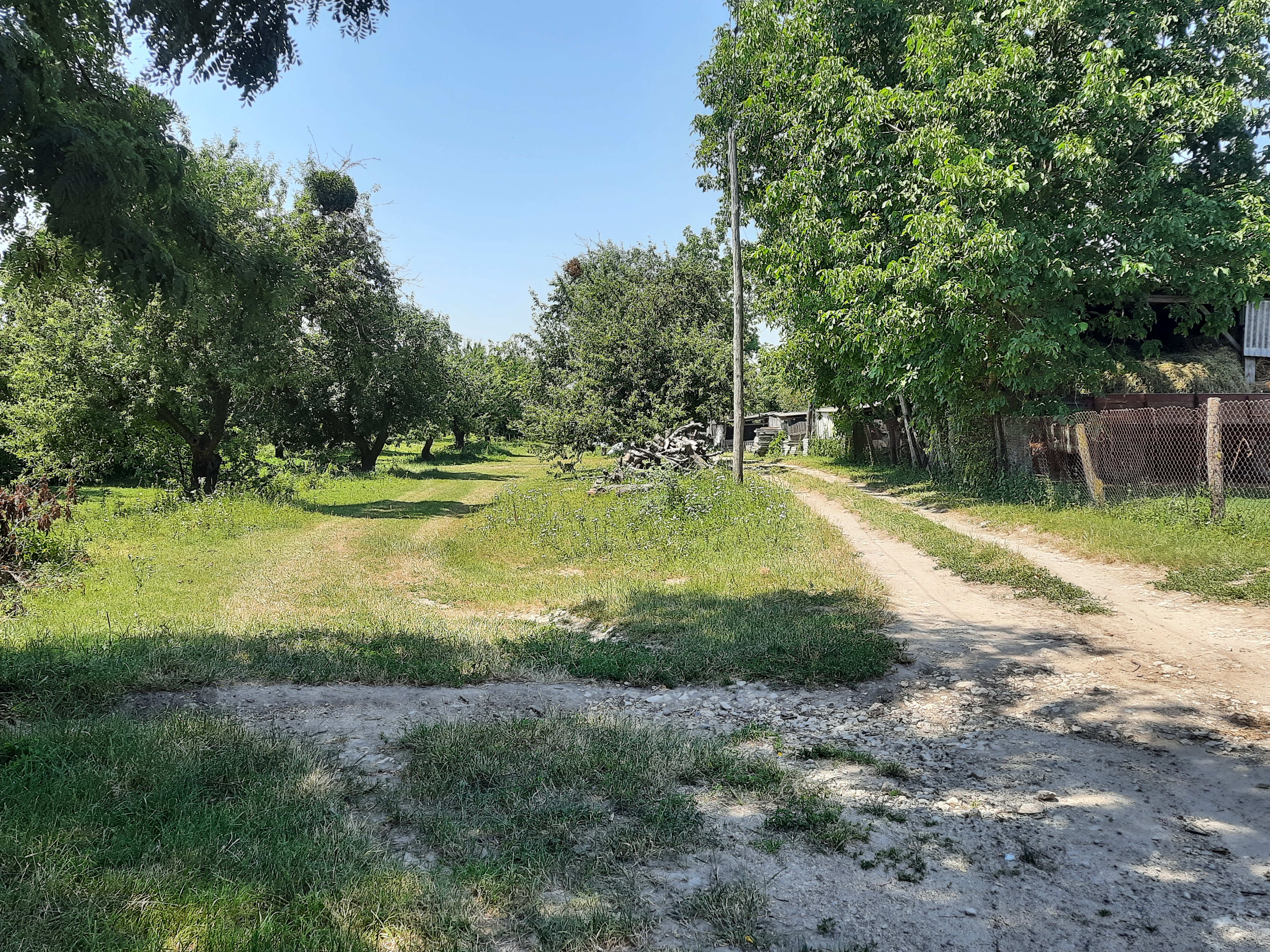
Сільський пейзаж
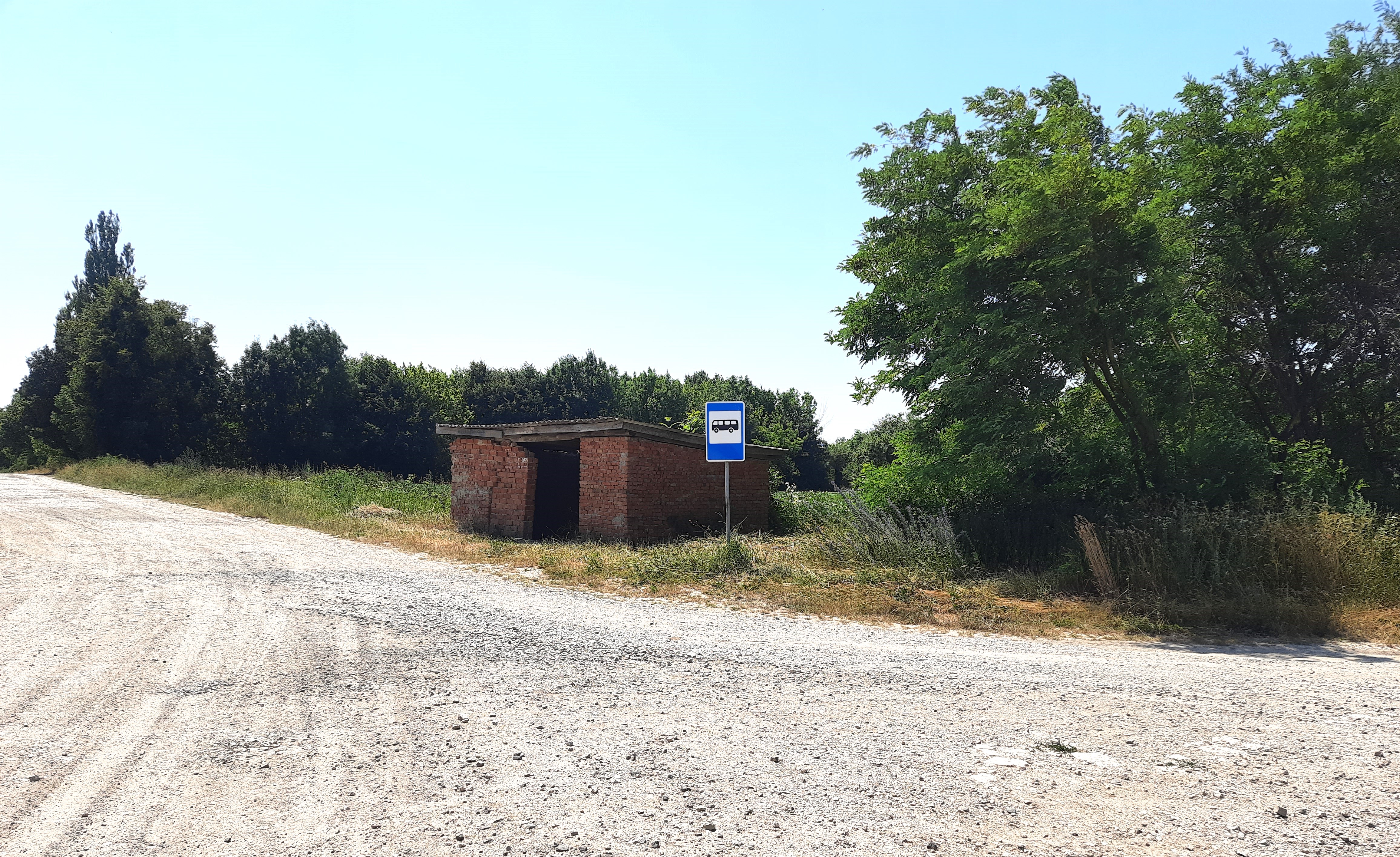
Автобусна зупинка біля села